# La Celle-sur-Morin
La Celle-sur-Morin är en kommun i departementet Seine-et-Marne i regionen Île-de-France i norra Frankrike. Kommunen ligger i kantonen Coulommiers som tillhör arrondissementet Meaux. År 2022 hade La Celle-sur-Morin 1 246 invånare.

## Befolkningsutveckling
Antalet invånare i kommunen La Celle-sur-Morin
| Referens: INSEE |